# Matt Bartkowski
Pour les articles homonymes, voir Bartkowski.
Matt Bartkowski (né le 4 juin 1988 à Pittsburgh, dans l'état de la Pennsylvanie aux États-Unis) est un joueur professionnel américain de hockey sur glace qui évolue en position de défenseur.

## Carrière
Bartkowski a joué au hockey à l'école secondaire à Mt. Lebanon dans la banlieue de Pittsburgh. Il est repêché par les Panthers de la Floride au repêchage de 2008 à la septième ronde, 190e choix au total.
Le 3 mars 2010, il est échangé avec son coéquipier Dennis Seidenberg aux Bruins de Boston en échange de Byron Bitz, Craig Weller et d'un choix de 2e ronde au repêchage de 2010. Le 29 avril 2010, il signe un contrat de deux ans avec ces derniers.
Le 10 janvier 2011, il joue son premier match dans la LNH avec les Bruins contre son équipe de sa ville natale, les Penguins de Pittsburgh. Les Bruins gagnent la partie 4-2, où Bartkowski a écopé de deux minutes de pénalité.
Le 15 juin 2011, les Bruins de Boston remporte leur sixième Coupe Stanley contre les Canucks de Vancouver en sept matchs. Matt a alors la chance de soulever le trophée. Puisqu'il n'avait que joué 6 matchs cette saison-là avec les Bruins, son nom n'a pas été gravé sur la Coupe Stanley.
Le 13 mai 2013, il marque son premier but dans la LNH, pendant le match 7 en séries éliminatoires contre les Maple Leafs de Toronto. Ce but a été marqué pendant les quarts de la finale de la Coupe Stanley.
Le 1er juillet 2015, il signe un contrat d'un an avec les Canucks de Vancouver en tant qu'agent libre. Il marque alors son premier but en temps réglementaire face aux Oilers d'Edmonton, le 18 octobre 2015.
Après un passage de 34 matchs avec les Bruins de Providence, il signe un contrat de deux ans à deux volets avec les Flames de Calgary.

## Statistiques
| Saison     | Équipe                            | Ligue      |                   | Saison régulière  | Saison régulière  | Saison régulière  | Saison régulière  | Saison régulière  | Saison régulière  |                   | Séries éliminatoires | Séries éliminatoires | Séries éliminatoires | Séries éliminatoires | Séries éliminatoires | Séries éliminatoires |
| Saison     | Équipe                            | Ligue      | PJ                | B                 | A                 | Pts               | Pun               | +/-               | PJ                | B                 | A                    | Pts                  | Pun                  | +/-                  |                      |                      |
| 2006-2007  | Stars de Lincoln                  | USHL       | 57                | 3                 | 6                 | 9                 | 95                | +9                | 3                 | 0                 | 0                    | 0                    | 2                    | -2                   |                      |                      |
| 2007-2008  | Stars de Lincoln                  | USHL       | 60                | 4                 | 37                | 41                | 135               | +19               | 8                 | 1                 | 4                    | 5                    | 10                   | +8                   |                      |                      |
| 2008-2009  | Buckeyes d'Ohio State             | NCAA       | 41                | 5                 | 15                | 20                | 46                | +12               | -                 | -                 | -                    | -                    | -                    | -                    |                      |                      |
| 2009-2010  | Buckeyes d'Ohio State             | NCAA       | 39                | 6                 | 12                | 18                | 99                | -4                | -                 | -                 | -                    | -                    | -                    | -                    |                      |                      |
| 2010-2011  | Bruins de Boston                  | LNH        | 6                 | 0                 | 0                 | 0                 | 4                 | -1                | -                 | -                 | -                    | -                    | -                    | -                    |                      |                      |
| 2010-2011  | Bruins de Providence              | LAH        | 69                | 5                 | 18                | 23                | 42                | -18               | -                 | -                 | -                    | -                    | -                    | -                    |                      |                      |
| 2011-2012  | Bruins de Boston                  | LNH        | 3                 | 0                 | 0                 | 0                 | 0                 | -2                | -                 | -                 | -                    | -                    | -                    | -                    |                      |                      |
| 2011-2012  | Bruins de Providence              | LAH        | 50                | 3                 | 19                | 22                | 38                | 0                 | -                 | -                 | -                    | -                    | -                    | -                    |                      |                      |
| 2012-2013  | Bruins de Boston                  | LNH        | 11                | 0                 | 2                 | 2                 | 6                 | 0                 | 7                 | 1                 | 1                    | 2                    | 4                    | -1                   |                      |                      |
| 2012-2013  | Bruins de Providence              | LAH        | 56                | 3                 | 21                | 24                | 56                | 2                 | 5                 | 0                 | 5                    | 5                    | 4                    | +4                   |                      |                      |
| 2013-2014  | Bruins de Boston                  | LNH        | 64                | 0                 | 18                | 18                | 30                | +22               | 8                 | 0                 | 1                    | 1                    | 10                   | +2                   |                      |                      |
| 2014-2015  | Bruins de Boston                  | LNH        | 47                | 0                 | 4                 | 4                 | 37                | -6                | -                 | -                 | -                    | -                    | -                    | -                    |                      |                      |
| 2015-2016  | Canucks de Vancouver              | LNH        | 80                | 6                 | 12                | 18                | 50                | -19               | -                 | -                 | -                    | -                    | -                    | -                    |                      |                      |
| 2016-2017  | Bruins de Providence              | LAH        | 34                | 2                 | 8                 | 10                | 27                | 0                 | -                 | -                 | -                    | -                    | -                    | -                    |                      |                      |
| 2016-2017  | Flames de Calgary                 | LNH        | 24                | 1                 | 1                 | 2                 | 26                | -4                | 4                 | 0                 | 0                    | 0                    | 0                    | -5                   |                      |                      |
| 2017-2018  | Flames de Calgary                 | LNH        | 18                | 0                 | 3                 | 3                 | 4                 | -3                | -                 | -                 | -                    | -                    | -                    | -                    |                      |                      |
| 2018-2019  | Wild du Minnesota                 | LNH        | 2                 | 1                 | 0                 | 1                 | 0                 | +2                | -                 | -                 | -                    | -                    | -                    | -                    |                      |                      |
| 2018-2019  | Wild de l'Iowa                    | LAH        | 70                | 4                 | 15                | 19                | 48                | +11               | 11                | 1                 | 1                    | 2                    | 10                   | +6                   |                      |                      |
| 2019-2020  | Wild de l'Iowa                    | LAH        | 55                | 2                 | 16                | 18                | 55                | +3                | -                 | -                 | -                    | -                    | -                    | -                    |                      |                      |
| 2020-2021  | Wild du Minnesota                 | LNH        | 1                 | 0                 | 0                 | 0                 | 0                 | -1                | -                 | -                 | -                    | -                    | -                    | -                    |                      |                      |
| 2020-2021  | Wild de l'Iowa                    | LAH        | 23                | 1                 | 7                 | 8                 | 19                | -5                | -                 | -                 | -                    | -                    | -                    | -                    |                      |                      |
| 2021-2022  | Penguins de Wilkes-Barre/Scranton | LAH        | Saison en cours ? | Saison en cours ? | Saison en cours ? | Saison en cours ? | Saison en cours ? | Saison en cours ? | Saison en cours ? | Saison en cours ? | Saison en cours ?    | Saison en cours ?    |                      |                      |                      |                      |
| Totaux LNH | Totaux LNH                        | Totaux LNH | 256               | 8                 | 40                | 48                | 157               | -12               | 20                | 1                 | 2                    | 3                    | 14                   | -4                   |                      |                      |